# Opisthoxia vigilans
Opisthoxia vigilans là một loài bướm đêm trong họ Geometridae.